# Mrówka faraona
Mrówka faraona (faraonka) (Monomorium pharaonis) – gatunek mrówek z podrodziny Myrmicinae. Gatunek kosmopolityczny, synantropijny, pochodzący prawdopodobnie z Afryki Zachodniej lub Indonezji. Mrówka faraona mylona jest niekiedy z mrówką złodziejką (Solenopsis fugax). Widoczną różnicą jest budowa ich czułków – czułki mrówki złodziejki mają 10 segmentów.

## Biologia
Rozwój robotnicy od jaja do dorosłej mrówki trwa około 38 dni. Samiec i samica rozwijają się w około 42 dni. Tworzy kolonie wysoce poligyniczne (do 2000 królowych), często kolonie te są wielogniazdowe (polikalia). Kolonie mogą liczyć do kilku milionów osobników.

## Morfologia
Królowa do 4 mm długości, zabarwiona jest nieznacznie ciemniej od robotnic. Samce mają do 2 mm długości, są czarne, z żółtawymi czułkami i odnóżami. Robotnice 1,9–2,5 mm długości, koloru od jasnożółtego do brązowoczerwonego. Oczy względnie małe, mają sześć lub osiem przyoczek. Stylik dwuczłonowy. Czułki 12-segmentowe, trzy ostatnie są zgrubione i tworzą tak zwaną buławkę. Posiada żądło.
Rójka odbywa się w gnieździe, formy seksualne pojawiają się we wrześniu i październiku.

## Występowanie
Zamieszkuje ludzkie siedziby. Najczęstszymi miejscami występowania są zamknięte przestrzenie o wilgotności około 80% i temperaturze 25-30 °C blisko miejsc stanowiących źródło wilgoci takie jak kuchnie, łazienki (np.: szczeliny w ścianach, wolne przestrzenie pod kafelkami). Na gniazda zaadaptowane mogą być też mniej typowe miejsca jak niedomknięte pudełka czy kasety video.